# Tetracyklická molekula

Doxycyklin, tetracyklické antibiotikum

Mirtazapin, tetracyklické antidepresivum

Tetracyklické mnolekuly jsou molekuly obsahující čtyři spojené kruhy; příkladem může být Trögerova zásada.
Sloučeniny obsahující tři spojené kruhy, na které je navázán jednojaderný cyklus, například ciklazindol, se někdy také řadí mezi tetracyklické.
Tetracyklické molekuly má řada léčiv, například:
- tetracyklinová antibiotika
  - Doxycyklin
  - Tigecyklin
  - Omadacyklin
  - Eravacyklin
- tetracyklická antidepresiva
  - Benzoktamin
  - Loxapin
  - Mazindol
  - Mianserin
  - Mirtazapin[2]